# René Frémin
René Frémin, né le 1er octobre 1672 à Paris, mort dans la même ville le 17 février 1744, est un sculpteur français.

## Biographie
René Frémin étudie à l'Académie royale de peinture et de sculpture, où il est l'élève de François Girardon et Antoine Coysevox. En 1694 il remporte le prix de Rome de sculpture. Il séjourne dans la capitale italienne de 1695 à 1699. De retour en France, il réalise des sculptures pour le parc du château de Rambouillet et la Galerie des Glaces du château de Versailles. On lui doit également la décoration de la façade du bâtiment abritant la pompe de La Samaritaine sur le Pont Neuf à Paris.
De 1721 à 1738, Frémin travaille à Madrid, où le roi d'Espagne Philippe V lui commande la décoration de son Palais royal de la Granja de San Ildefonso.

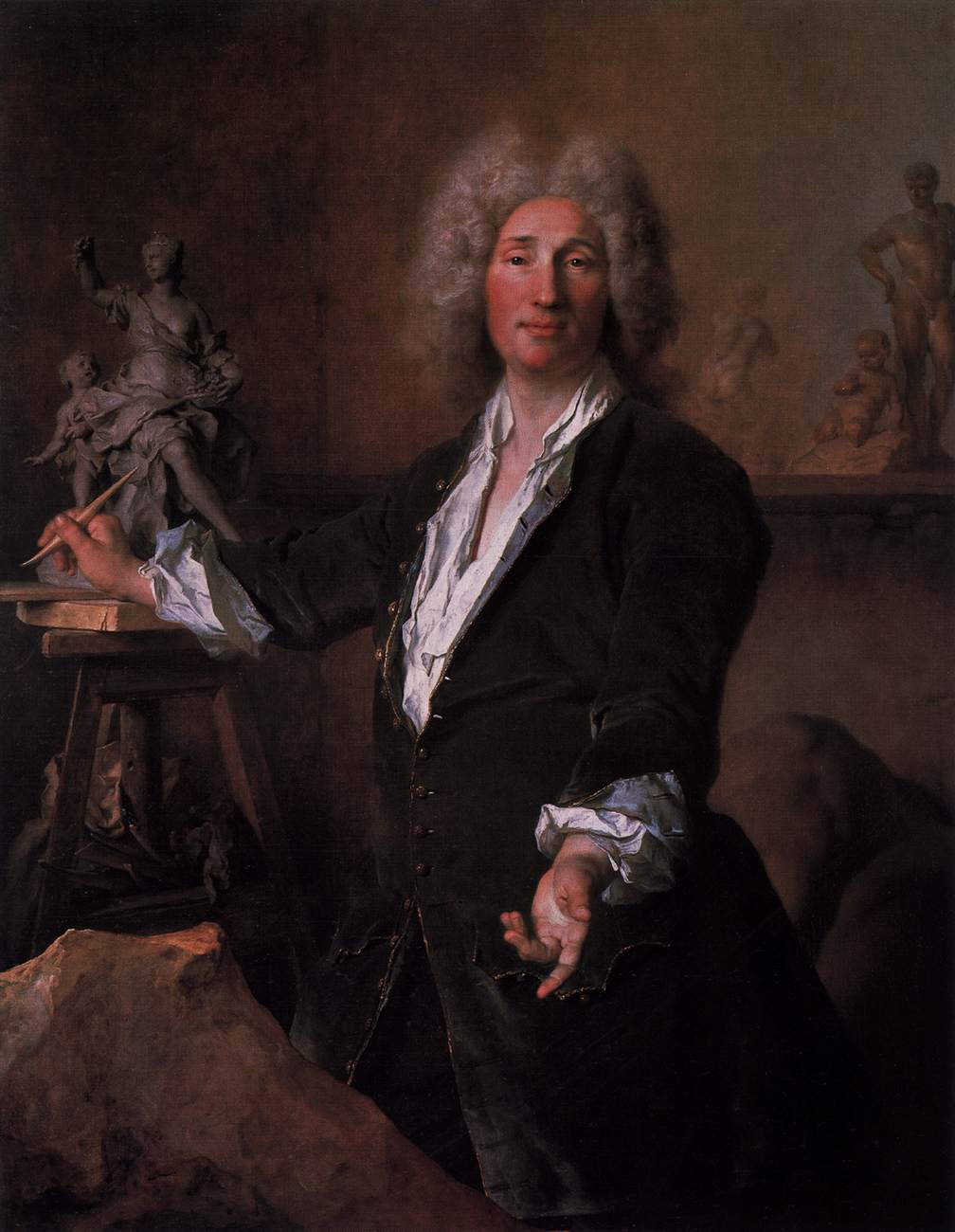
Le Sculpteur René Frémin dans son atelier, vers 1713
par Nicolas de Largillierre
Gemäldegalerie (Berlin)

Il commence une collection d'estampes rassemblées en atlas, par son fils, Claude-René Frémin (né en 1716), marquis de Sy et son petit-fils Alexandre César Annibal Frémin de Sy, chevalier de st-Louis, maréchal de camp (1745-1821). Les estampes sont aujourd'hui conservées à la Médiathèque Voyelles.

## Collections publiques
- Château de Rambouillet,
- Galerie des Glaces du château de Versailles,
- Décoration de la façade du bâtiment abritant la pompe de La Samaritaine sur le Pont Neuf à Paris,
- La statue de Sylvie de la chapelle st-Gregoire sous le dôme de l'hôtel des Invalides,
- Palais royal de la Granja de San Ildefonso.

## Source
- (es) Cet article est partiellement ou en totalité issu de l’article de Wikipédia en espagnol intitulé « René Frémin » (voir la liste des auteurs).